# E-novine
E-novine su bile elektronski medijski portal koji je objavljivao autorske tekstove i feljtone vezane za Srbiju i njen region. Portal je obrađivao teme iz politike, društva, kulture, ekonomije, sporta i zabave. Sedište se nalazilo u Beogradu, a glavni i odgovorni urednik je bio Petar Luković. Sa radom su prestale 22. jula 2016. godine.

## Uredništvo
Tokom rada glavni urednik ovog medijskog portala je bio Petar Luković. Funkciju direktor je obavljao Branislav Jelić. Redakcija je okupljala desetak mlađih urednika i novinara iz Beograda, a pored njih, za e-novine su pisali i mnogi građanski autori iz regiona, među kojima su Emir Imamović, Andrej Nikolaidis, Filip David, Mirko Kovač, Čedomir Petrović, Nenad Veličković, Dženana Karabegović, Ljubomir Živkov i mnogi drugi.
Na portalu je okupljen i nekadašnji dream team splitskog Feral Tribune-a, koji čine Heni Erceg, Viktor Ivančić, Boris Dežulović i Predrag Lucić.

## Uređivačka politika
E-novine su se služile naročitom subjektivnom formom izvještavanja, nazvanom gonzo novinarstvo, koje karakteriše obilata upotreba citata, sarkazma, humora, pa čak i psovki. Uređivačka politika e-novina nije pretendovala na objektivno i sveobuhvatno novinarstvo, već na poglavito objavljivanje članaka od značaja za kritičko promišljanje društva i politike u Srbiji i regionu.
Mi imamo principe koji su potpuno u neskladu s novinarstvom – pre svega, ne postoji objektivno novinarstvo, ne postoji druga strana, nikakve nas činjenice iz njihovog profašističkog repertoara ne interesuju, ne dopuštamo nikakav govor mržnje sa strane desnice. Jednostavno – desničari, fanatici, razni ludaci – toga nema kod nas. Taj portal je neka vrsta našeg malog ostrva gde se obraćamo nekom normalnom svetu, ljudima kojima je preostalo još malo zdravog razuma.— Petar Luković
E-novine su posvećivale posebnu pažnju ratnim zločinima i kritikovanju uloge srpskih medija u jugoslovenskim ratovima. Dobar deo tekstova je činila oštra politička satira (Luković, Marković, Dežulović, Lucić i drugi), a najčešća meta su bili političari i stranke na vlasti u zemljama regiona. Značajan deo tekstova su pisali čitaoci, u formatu ličnog stava. Pored politike, portal je obrađivao teme iz društva, kulture, ekonomije, sporta i zabave.
Zbog svoje pozicije na medijskoj sceni Srbije, e-novine su često za sebe koristile naziv „mali jeretički medij”.

## Istorijat
E-novine su osnovane novembra 2007. godine, a glavni i odgovornu urednik je tada bio Srđan Kusovac. 30. maja 2008. na mesto glavnog i odgovornog urednika dolazi Petar Luković, koji okuplja novu ekipu i radikalno menja uređivačku politiku (od tada se u stvari računa rođendan e-novina). U odnosu na prethodni period, u periodu od juna do kraja 2008. godine zabeležen je dramatičan rast posećenosti sajta, od po par stotina procenata mesečno. Više od polovine poseta je ostvareno izvan Srbije, pre svega iz zemalja regiona.
Sredinom 2009. godine, usled pritiska srpskih vlasti, došlo je do ozbiljne pretnje da e-novine budu ugašene, ali su one uz pomoć donacija čitalaca ipak nastavile sa radom. Početkom 2010. ponovo je došlo do krize u izlasku e-novina usled pritiska koji vlast vrši preko oglašivača, nakon čega je njihova redakcija ponovo uputila otvoreni apel čitaocima. Njihov urednik Petar Luković smatra da samo mediji poslušni predsedniku Srbije Borisu Tadiću dobijaju novac. Međutim, on naglašava da su e-novine kritičko glasilo, da hoće da budu potpuno nezavisni i da imaju kritičan odnos prema svakoj vlasti.
U februaru 2011. godine, proslavljeni reditelj Emir Kusturica podneo je tužbu protiv portala e-novine zbog objave teksta pod nazivom „Novogodišnja bajka za ubice” u kom se dovodi u vezu sa Veselinom Vukotićem, osuđenim ubicom, kog Crna Gora potražuje od Srbije. Kusturica e-novine tuži zbog povrede ugleda i časti, i za nanetu duševnu bol traži odštetu u iznosu od 20 hiljada evra.
E-novina su sa radom prestale 22. jula 2016. godine.

## Kritike
Zbog svoje uređivačke politike, e-novine su bile na udaru kritike srpskih nacionalističkih i drugih autora.
Težnja ka objektivnosti i sučeljavanju sa argumentima druge strane osnovni je uslov za funkcionisanje javnog mnjenja. Baviti se novinarstvom a negirati potrebu za objektivnošću predstavlja negaciju samog medijskog delovanja.
Kritičari smatraju da nepriznavanje objektivnosti i glasa druge strane pokazuje da uredništvo e-novina shvata slobodu štampe u smislu „nema slobode za neprijatelja slobode”. Oni naglašavaju da e-novine koriste „zavodljivi humor kao političko sredstvo u obračunu sa nepoželjnim neistomišljenicima”. Dalja kritika dolazi otud što ne dopuštaju govor mržnje koji dolazi od desnice, ali navodno dopuštaju govor mržnje sa levice.
Neki autori optužuju e-novine zbog „vulgarnosti”, „prostačkih uvreda” i neprofesionalizma, ocenjujući da su one u službi srpske Liberalno-demokratske partije, koja uglavnom ostaje pošteđena njihovih kritika. S druge strane, sama LDP ih optužuje za izgubljene izbore na Voždovcu.

## Spoljašnje veze
- www.e-novine.com